# NGC 6257
NGC 6257 ist eine 14,4 mag helle spiralförmige Low Surface Brightness Galaxy vom Hubble-Typ Sc im Sternbild Herkules. Sie ist schätzungsweise 217 Millionen Lichtjahre von der Milchstraße entfernt und hat einen Durchmesser von etwa 50.000 Lj.
Das Objekt wurde am 16. Mai 1831 von John Herschel entdeckt.